# Metriochroa syringae
Metriochroa syringae är en fjärilsart som beskrevs av Tosio Kumata 1998. Metriochroa syringae ingår i släktet Metriochroa och familjen styltmalar. Inga underarter finns listade i Catalogue of Life.